# Un requiem allemand (roman)
Pour les articles homonymes, voir Un requiem allemand.
Un requiem allemand (A German Requiem) est un roman policier historique de Philip Kerr paru en anglais en 1991, avec comme héros, dans sa troisième apparition, le détective Bernhard Gunther, dit « Bernie ». Ce roman clôt La Trilogie berlinoise.

## Résumé
1947, Berlin. Dans les décombres de la capitale du Troisième Reich, on ne reconnaît même plus le tracé des rues. La ville est en ruines, divisée par les Alliés en quatre secteurs d'occupation militaire : soviétique, américain, britannique et français. Le détective privé Bernie Gunther a survécu à la Seconde Guerre mondiale, après de longs mois passés dans les camps soviétiques de prisonniers de guerre allemands. Il est maintenant marié à Kirsten, qui améliore l'ordinaire en se prostituant auprès de soldats de l'armée américaine d'occupation. Les anciens nazis ainsi que Bernie doivent traiter avec les Alliés alors que se joue le premier acte de la future Guerre froide entre les blocs de l'Ouest et de l'Est.
Un colonel soviétique du MVD fait appel au détective privé pour obtenir la libération d'un certain Emil Becker, ancien collègue de Bernie, du temps où celui-ci était inspecteur de police à la Kripo. Becker, jadis corrompu, naguère criminel nazi et désormais tête pensante du marché noir à Vienne, est accusé d'avoir assassiné un officier américain du Counter Intelligence Corps. Or, tout en attendant l'heure de sa pendaison dans une cellule viennoise, il clame qu'il n'est pour rien dans ce meurtre. 
Arrivé à Vienne, Bernie constate que la situation n'est pas plus brillante qu'à Berlin. La capitale autrichienne, elle aussi partagée en quatre zones d'occupation, paraît certes moins dangereuse, l'heure est à la dénazification, les Alliés font mine d'oublier le soutien de la population à Hitler, mais les rues grouillent d'espions et d'anciens SS prêts à tout pour se racheter un passé. Bernie s'aperçoit bientôt qu'il ne pourra enquêter sur Becker qu'en s'immergeant dans les luttes que se livrent dans l'ombre les services de renseignement soviétiques et américains, les uns travaillant à intoxiquer les autres selon des règles non écrites qui autorisent les nazis d'hier à devenir les espions d'aujourd'hui. 
Il lui faut d'abord suivre la piste d'une certaine Lotte Hartmann pour avoir accès à un dénommé König, non sans se faire capturer par les Russes, puis infiltrer une organisation secrète visant à reconstruire la nouvelle Allemagne, le tout avec la bénédiction d'un coéquipier américain qui pense que Becker est victime d'un coup monté mais dont l'intervention peut sembler un peu trop providentielle. L'ancien chef de la Gestapo, Heinrich Müller, détiendrait sans doute une partie de la solution, tout comme Arthur Nebe, qui fut autrefois le patron de Bernie à la Kripo, si tous deux n'étaient pas morts en 1945. Du moins en principe. 
L'errance de Bernie entre les règlements de compte de l'après-guerre et la traque des criminels nazis trouve une conclusion peu bucolique dans les vignobles de Grinzing pendant que le clair-obscur de Vienne voit commencer le tournage du film Le Troisième Homme.

## Galerie

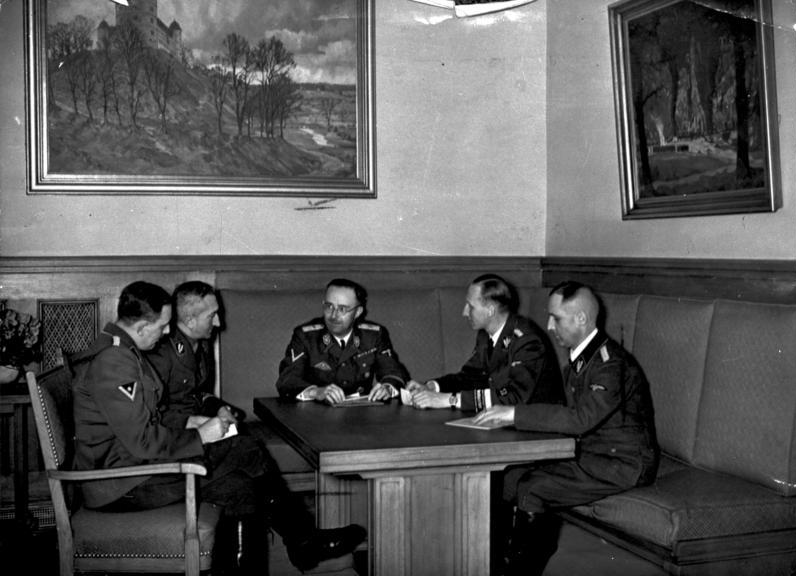
Munich, 1939 (de gauche à droite) : Huber, Nebe, Himmler, Heydrich et Heinrich Müller
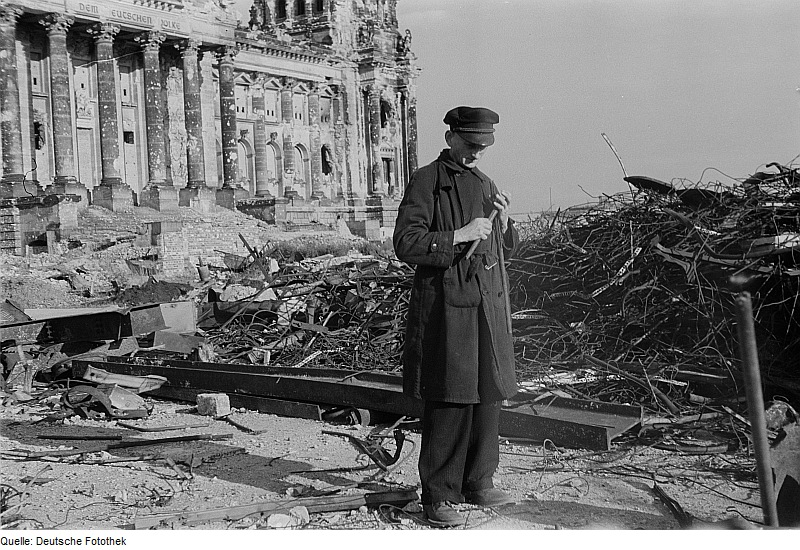
Berlin en 1947 : un ouvrier devant le Reichstag, photographie de Richard Peter
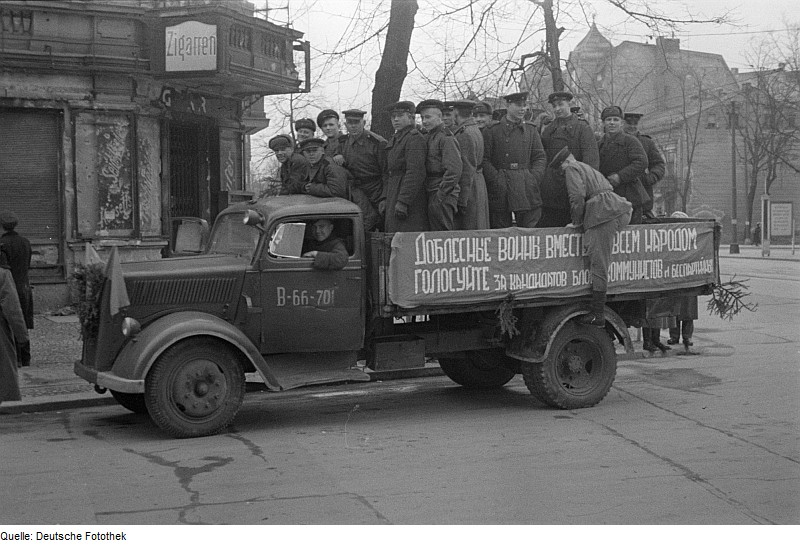
Soldats de l'Armée rouge à Berlin
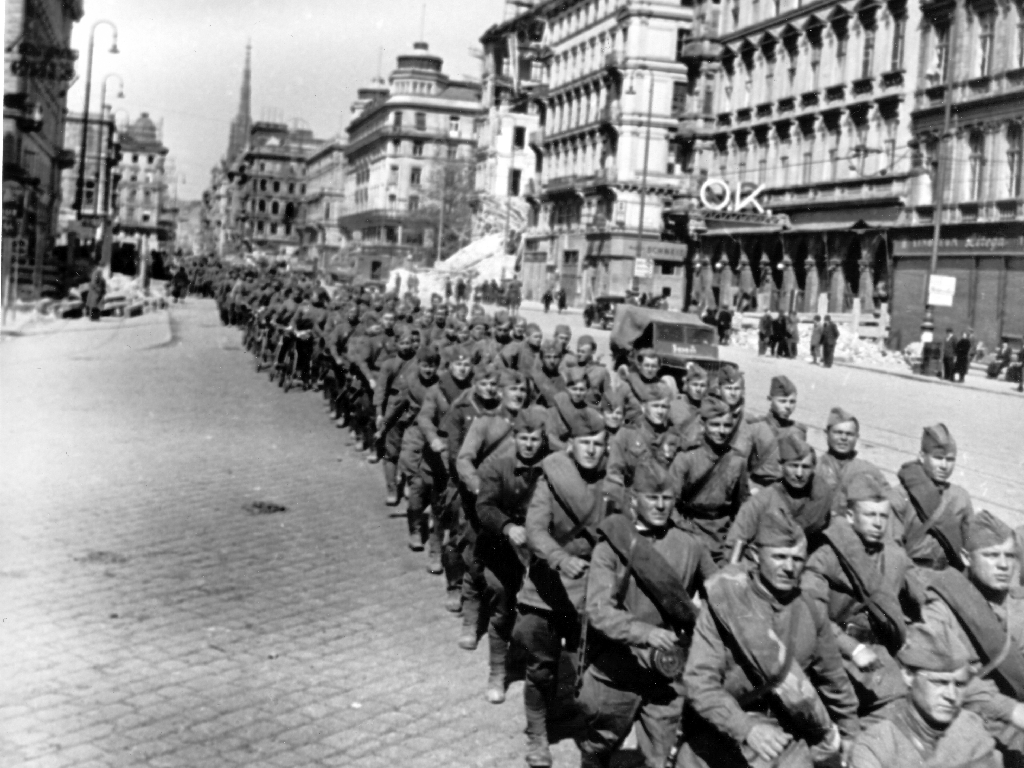
Fantassins de l'Armée rouge à Vienne
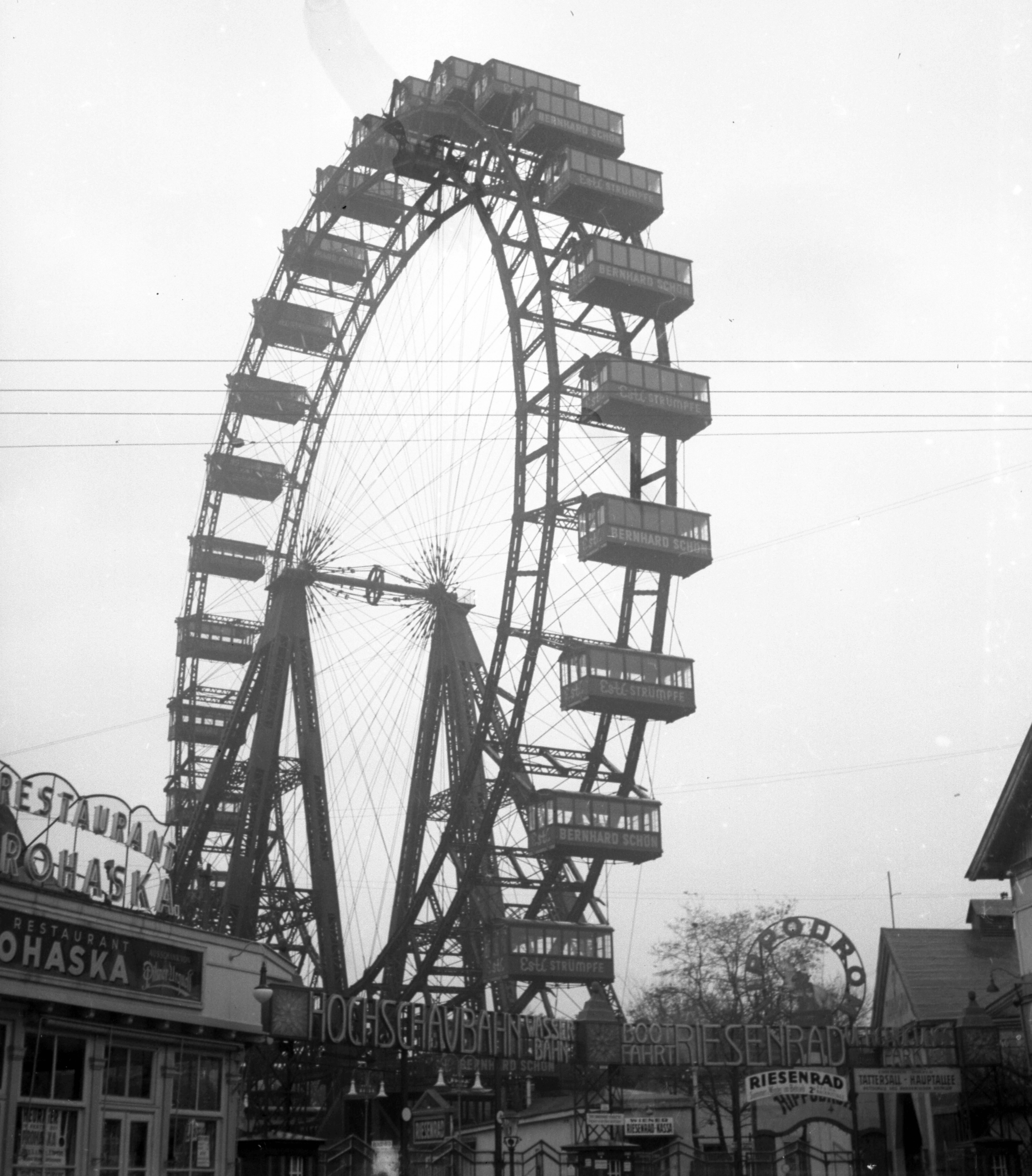
La Grande Roue du Prater de Vienne